# Авьерино, Юрий Кириллович
Юрий Кириллович Авьерино (6 октября 1931 — 5 октября 2003, Москва, Россия) — советский и российский цирковой артист, иллюзионист, Народный артист РСФСР (1989).

## Биография
Юрий Кириллович Авьерино родился 6 октября 1931 года в цирковой семье. Его отец Кирилл Николаевич Авьерино был клоуном в цирке, мать Калисса Александровна Лапиадо была потомственной цирковой артисткой, наездницей.
В цирке служил с детских лет. Уже с 1944 года он работал как акробат в паре с сестрой Ириной Авьерино. Выступал с отцом как клоун, затем был жонглёром. С 1966 года начал выступать иллюзионистом, получив аттракцион от своего наставника А. С. Шаг-Новожилова. Гастролировал в Болгарии, Румынии, Венгрии, Австрии, Аргентине, Бразилии, Мексике, Перу.
Отличался лаконичной, но выразительной и зрелищно-эффектной манерой исполнения, обладал способностью возбуждать острый интерес зрителей. Среди его трюков выделяются: «Магический ящик» — тело помещенной в него ассистентки разъединяется на три части тремя шторками, вставленными в ящик на разном уровне, в процессе исполнения трюка порядок частей перепутывается; «Исчезновение девушки» (оригинальная подача старинного трюка «Дама в воздухе») — на острие трёх кинжалов ассистенты кладут девушку, затем иллюзионист осторожно вынимает один за другим два кинжала, она остается в воздухе, удерживаясь на одном, под головой. Девушку накрывают платком, Авьерино брал её на руки и, держа перед собой, нёс по манежу. Вдруг он убирал руки, ноша плавала в воздухе, медленно перемещаясь вверх, вниз и в стороны. Энергичным жестом иллюзионист выбрасывал платок — под ним никого не было.
В 1969—1974 годах был руководителем Белорусского циркового коллектива.
В 1972 году во время гастролей в Мексике иллюзионный клуб «Ацтек» удостоил его почётного звания — «профессор магии». В 1986 году общество иллюзионистов Аргентины присвоило Ю. Авьерино звание «Лучший маг». В 1989 году в Германии был признан «Лучшим артистом года». 
После ухода на пенсию, аппаратура его аттракциона находится в распоряжении циркового иллюзиониста Руслана Анатольевича Марчевского. 
Умер 5 октября 2003 года, похоронен в Москве на Хованском кладбище (участок 53 Б).

### Семья
- Дед по отцу — музыкант Николай Константинович Авьерино (1871—1950), скрипач, профессор Саратовской консерватории, близкий друг Фёдора Ивановича Шаляпина.
- Дед по матери — известный деятель цирка Александр Лапиадо.
- Бабушка по матери — знаменитая цирковая наездница Ольга Сур, про которую А. Н. Куприн написал рассказ «Ольга Сур» (1929).
- Отец — артист цирка Кирилл Николаевич Авьерино (1902—1976), клоун, в 1967—1969 годах руководил Белорусским цирком.
- Мать — артистка цирка Калисса Александровна Лапиадо, наездница.
- Сестра — артистка цирка Ирина Кирилловна Авьерино (р. 1939), дрессировщица собак.
- Жена — артистка цирка Людмила Николаевна Авьерино (урожд. Провоторова) (род. 1937), окончила ГУЦИ (1957), заслуженная артистка России (1992).  До 1974 года выступала как гимнастка на трапеции, затем артистка иллюзионного аттракциона.

## Награды и звания
- Орден Почёта (17 декабря 1994 года) — за заслуги перед народом, связанные с развитием российской государственности, достижениями в труде, науке, культуре, искусстве, укреплении дружбы и сотрудничества между народами[1].
- Народный артист РСФСР (1989).
- Заслуженный артист РСФСР (16 июля 1979 года)[2].